# プレダ・ミハイレスク
プレダ・ミハイレスク（Preda Mihăilescu、1955年3月23日 - ）は、ルーマニアの数学者。ブカレスト生まれ。

## 人物
チューリッヒ工科大学を卒業し、ドイツのパーダーボルン大学で研究に励み、2002年にカタラン予想を証明した 。カタラン予想は1844年にベルギー人の数学者・Eugène Charles Catalanが提唱してから158年間未解決であった。ミハイレスクの証明は2004年にクレレ誌に掲載された。2005年からはドイツのゲッティンゲン大学教授を務めている。